# Laurentia Tan
Pour les articles homonymes, voir Tan.
Laurentia Tan Yen Yi, née le 24 avril 1979 à Singapour, est une cavalière d'équitation handisport de nationalité singapourienne.

## Médailles olympiques

### 2008
Aux Jeux paralympiques d'été de 2008, elle remporte la médaille de bronze à l'épreuve individuelle de dressage (Grand Prix Individuel catégorie Ia) et une médaille de bronze en individuel.

### 2012
Aux Jeux paralympiques d'été de 2012, elle remporte le 2 septembre la médaille de bronze dans la même catégorie, et le 4 septembre une médaille d'argent en individuel.

## Handicap
Laurentia Tan a une infirmité motrice cérébrale et une surdité.